# がんばれ!元気ッズ
『がんばれ!元気ッズ』（がんばれ!げんきッズ）は、朝日放送で2009年3月30日から2017年9月30日まで放送されていたミニ番組である。MIKI HOUSEの一社提供。

## 概要
開始当初は月曜日から金曜日の帯番組として放送。月曜日から木曜日の放送では、朝日放送の放送エリア（関西地区）内の小中学生の諸活動を取材して紹介。金曜日の放送では、著名人からの子どもへのメッセージを紹介した。
2013年4月6日からは土曜のみの放送になり、内容も著名人からのメッセージを毎週紹介する形になった。
番組やイベントなどの企業活動を通じて子どもを支援する、朝日放送の「こども未来プロジェクト」（2007年1月発足）の一環として放送されていた。
なお、スカイ・A sports+でも放送され全国でも視聴は可能だったが、2011年頃にネットが打ち切られた。
2017年9月30日をもって当番組は終了した。後番組は『はじめてのバースデー』。

## 放送時間
いずれも、日本標準時（JST）。
- 月曜 - 金曜 18:54 - 19:00（放送開始から2013年3月29日まで）
- 土曜 17:55 - 18:00（2013年4月6日から）
  - 前座番組『キャスト』の6分拡大に伴い、土曜時間に移動。土曜夕方に移動した2013年4月からは、毎年8月の高校野球中継時は当番組と前座番組『スーパーJチャンネル』（18:20まで中継枠を延長する場合は後座番組『人生の楽園』も該当）を休止する代わりに、17:51から『ABCニュース』を8 - 9分間放送していた（中継枠が延長した場合は18:20から同番組を放送）。2016年度までは雨天中止の場合は通常通り放送されるようになっていたが、2017年度は雨天中止の場合でも別番組に差し替えるため休止となった。
  - 帯番組時代、水曜日にプロ野球・阪神タイガース戦のナイター中継がある時は『スーパーJチャンネル』を飛び降りた後の18:16 - 18:22[1]に時間を繰り上げて放送していた（『NEWSゆう+』→『キャスト』は17:54までの短縮放送）。

### 過去のネット局
- スカイ・A sports+（CS放送：遅れネット）
  - 月曜〜金曜 9:00 - 9:05、13:00 - 13:05（再）
- 山形テレビ（テレビ朝日系列：遅れネット）
  - 土曜 6:25 - 6:30（2013年12月21日 - 2014年3月29日）

## ナレーション
いずれも、担当時点で朝日放送アナウンサー。
- 武田和歌子
- 小縣裕介 ※2010年7月から武田の産休中の代役を担当。
- 喜多ゆかり ※2010年8月9日 - 13日・8月16日 - 20日、夏休み中の小縣の代役を担当。